# Đền Thượng (Quỳnh Nghĩa)
Đền Thượng thuộc xã Quỳnh Nghĩa, huyện Quỳnh Lưu, tỉnh Nghệ An. Đền nằm về hướng Đông Bắc huyện Quỳnh Lưu, cách thành phố Vinh 75 km. Từ thị trấn Cầu Giát đi thẳng 12 km là đến di tích.
Đền Thượng được xây dựng vào thời hậu Lê thế kỷ thứ XVl, thờ thần Cao Sơn Cao Các. Đền có cấu trúc bền chắc theo hướng Đông Nam, mái lợp ngói to bản, mũi dầy, trang trí hình lưỡng long triều nguyệt. Đền nằm trên nền đất cao ráo thoáng mát, có nhiều cây cối rậm rạp, kiến trúc theo kiểu chữ Tam gồm có 3 toà: Hạ điện, Trung điện và Thượng điện.
Nhà Hạ điện hay còn gọi là nhà ca vũ, nơi tế lễ của làng nhưng trải qua thời gian mưa bom bão đạn nay không còn nữa. Hồi xưa còn có cả cây trôi cao tầm 7m rộng 3m người dân biển nghề đi qua đều dừng chân lại nghĩ
Nhà Trung điện (được gọi là nhà thiêu hương) gồm có 3 gian với 12 cột trụ được chạm nổi hình rồng uốn lượn quanh thân cột. Trung điện có chiều cao từ đỉnh xuống mặt nền là 4m, chiều dài là 7,6m, chiều rộng là 5,2m. Hai đầu hồi đắp nổi mặt hổ phù. Trong nhà hiện đang còn một số đồ tế khí như lọng, đao, gươm, hài, gương lược và cả trống, chiêng đồng chạm trổ tinh xảo.
Nhà Thượng điện (chính tẩm) được kết cấu 2 gian 2 hồi. Thượng điện có chiều dài từ đỉnh xuống nền là 3,8m, chiều dài của nhà là 7m, chiều rộng 4,1m. Trên đỉnh nóc bốn đầu đao trang trí hình rồng uốn lượn. Trong gian thờ các vị thần có long ngai bài vị sơn son thiếp vàng
Cũng như các làng quê xứ Nghệ khác, đền Thượng là nơi tổ chức các lễ hội sinh hoạt văn hoá của làng Phú Nghĩa Thượng, gồm có các lễ Kỳ phúc, Khai hạ và Đoan ngọ…Đến kỳ lễ hội toàn bộ dân làng tập trung tại đền để tổ chức tế lễ và vui chơi. Cứ 12 năm một lần dân làng Phú Nghĩa lại tổ chức lễ kỷ niệm và diễn cảnh đánh giặc hóp vào ngày Rằm tháng 2 để tưởng nhớ đến công ơn của Mỹ quận công Trương Đắc Phủ.
Với những ý nghĩa và giá trị lịch sử - văn hoá trên, ngày 28/6/1996 Đền Thượng đã được Bộ Văn hoá Thông tin công nhận là Di tích lịch sử văn hoá cấp quốc gia.ho bang duong quan